# Billy Bragg
Pour les articles homonymes, voir Bragg.
Billy Bragg (né le 20 décembre 1957) est un auteur-compositeur-interprète et militant anglais. Sa musique mêle folk et punk rock, et ses paroles évoquent aussi bien des sujets politiques que des thèmes plus romantiques. Durant ses trente années de carrière, il a notamment collaboré avec Johnny Marr, Michelle Shocked, Less Than Jake, Kirsty MacColl, des membres de R.E.M. ou Wilco.

## Biographie

### Jeunesse
Stephen William Bragg est né le 20 décembre 1957 à Barking, une ville de l'Essex absorbée depuis dans le Grand Londres. Il est le fils de Dennis Frederick Austin Bragg, responsable commercial adjoint chez un chapelier de la ville, et de son épouse Marie Victoria D'Urso.
Son parcours scolaire est des plus médiocres, quoique, selon certaines sources, il ait été brillant en anglais. Il quitte l'école sans qualification mais déterminé à faire quelque chose de sa vie. Il rejoint son voisin Wiggy, afin d'apprendre à jouer de la guitare. Ils copient alors surtout les riffs des artistes de leur collection de disques : Faces, Small Faces et Rolling Stones puis, dans une moindre mesure, les groupes punks, The Clash en particulier. En 1977, après avoir vu The Clash, The Jam et The Buzzcocks lors du White Riot Tour, Billy et ses copains décident de monter un groupe punk/pub rock nommé Riff-Raff et partent en tournée dans les clubs et pubs londoniens. Le groupe répète dans une ferme du Northamptonshire où il élit domicile au sein d'une communauté autonome, et publie plusieurs singles à la diffusion confidentielle. Ces disques peu diffusés ne rencontrent pas le succès espéré, ce qui provoque la séparation du groupe. Bragg trouve alors un travail dans un magasin de disques à bas prix de l'Essex.
Après son expérience avec Riff-Raff, Bragg ne croit plus à une carrière musicale. En mai 1981, il décide d'entrer dans l'armée britannique au sein du régiment de cavalerie des Queen's Royal Irish Hussars (en) du Royal Armoured Corps. Cette expérience tourne court assez rapidement, mais constituera une source d'inspiration pour ses compositions futures : après un mois d'entraînement physique à Solihull et trois mois d'entraînement de base à Catterick Garrison dans le Yorkshire, il achète la résiliation de son contrat pour 175 livres et retourne chez sa mère et à sa musique.

### Carrière

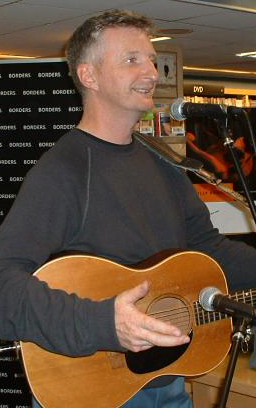
Billy Bragg en 2003.

### Les débuts
Billy Bragg commence à jouer intensivement dans la région londonienne, réalisant des concerts seul avec sa guitare électrique. Ses premières démos intéressent peu de gens, mais il parvient à s'introduire dans les bureaux de la maison de disques Charisma Records en se faisant passer pour un réparateur de télévisions. Le responsable A&R, Peter Jenner, apprécie sa musique, mais la société est proche de la banqueroute et n'a pas de quoi engager de nouveaux artistes. Une autre maison de disques ayant approché Bragg, Jenner accepte de produire un album, dont la seule promotion doit être la quantité astronomique de concerts. L'album Life's a Riot with Spy Vs Spy sort chez Charisma Records en juillet 1983 : c'est un disque au format inhabituel, qui ne contient que sept chansons pour une durée totale de dix-sept minutes et se lit comme un 45 tours.
Lorsqu'il entend le DJ John Peel dire en direct qu'il a faim, Bragg se précipite aux studios de la BBC avec un biryani aux champignons, et Peel diffuse ainsi à l'antenne un morceau extrait de son album, mais à la mauvaise vitesse, comme s'il s'agissait d'un album normal. Par la suite, Peel affirme qu'il aurait passé la chanson même sans le biryani, et la rediffuse à la bonne vitesse.
Quelques mois plus tard, Jenner est licencié à la suite du rachat de Charisma par Virgin Records et devient le manager de Bragg. Andy MacDonald, patron du label Go!Disc rachète le contrat de Bragg à Virgin pour 1500 £ et réédite son premier album. Billy Bragg entame ensuite sa première tournée en parcourant la Grande-Bretagne et l'Europe au volant de la voiture de Peter Jenner. L'été 1984 il s'envole pour les États-Unis où il fait sensation en jouant dans la rue avec un ampli accroché dans le dos et deux haut-parleurs placés au-dessus de lui. Il participe ensuite en première partie à la tournée d'Echo and the Bunnymen.

### L'éveil au socialisme
Alors que son répertoire était jusqu'à présent composé de chansons d'amour, Billy Bragg s'éveille tout d'un coup à la politique: "C'est Margaret Thatcher qui a fait de moi un socialiste. Mon éducation politique date de mars 1984, et la grève des mineurs a servi de révélateur."
Fin 1984, son deuxième disque, Brewing Up with Billy Bragg, mêle ainsi chansons d'amour et pamphlets politiques. En 1985 paraît Between the Wars, un EP entièrement composé de chansons engagées qui se classe dans le Top 20 britannique et permet à Bragg d'apparaître sur le plateau de l'émission Top of the Pops. La même année, Kirsty MacColl rencontre un grand succès en reprenant sa chanson A New England. Le troisième album de Bragg, Talking with the Taxman about Poetry, sort en 1986 et lui permet de se classer pour la première fois dans le Top 10, notamment grâce au single Levi Stubbs' Tears.
Le succès populaire de Billy Bragg vient également du charisme qu'il dégage sur scène et de l'autodérision qu'il use à son égard en dialoguant avec le public. Son engagement en faveur du socialisme s'intensifie notamment à travers la tournée qu'il effectue en 1986 en URSS et par son rôle de leader au sein du mouvement anti-Thatcher Red Wedge. En 1987, il part en tournée au Nicaragua, alors en pleine révolution sandiniste.
En 1988, à partir de l'album Workers Playtime, Billy Bragg diversifie sa musique : il n'est plus seul avec sa guitare, mais accompagné d'un groupe complet avec notamment Danny Thompson et Micky Waller. En mai 1990, il sort un mini-album très engagé, intitulé The Internationale. Certaines chansons constituent un retour à sa formule d'origine, mais d'autres incluent des arrangements plus élaborés avec des cuivres. Bragg y rend hommage à l'un de ses modèles, Phil Ochs, avec la chanson I Dreamed I Saw Phil Ochs Last Night, une adaptation de I Dreamed I Saw Joe Hill Last Night. Don't Try This at Home paraît en septembre 1991 et inclut son titre le plus connu, le single Sexuality.
Andy MacDonald propose alors à Billy Bragg une avance d'un million de livres sterling en échange d'un contrat pour quatre albums sur Go!Disc, avec à la clé une importante promotion sous forme de singles et de clip. Mais ce pari risqué tourne à l'échec et met Go! Music en difficulté. En contrepartie du remboursement d'une grande partie de son avance, Bragg récupère les droits de son catalogue et de tous ses albums. Il repart en tournée pour promouvoir son dernier disque avec le groupe The Red Stars, qui inclut son ancien compagnon de Riff-Raff et désormais roadie Wiggy.
Cinq années s'écoulent avant la publication d'un nouvel album, William Bloke (1996), Bragg ayant choisi d'interrompre sa carrière musicale pour s'occuper de son jeune fils. C'est vers cette date qu'il est invité par Nora Guthrie, la fille du chanteur folk américain Woody Guthrie, à mettre en musique une partie des textes non enregistrés de son père. Cette initiative débouche sur une collaboration avec le groupe Wilco et Natalie Merchant, publiée sous les titres Mermaid Avenue (1998) et Mermaid Avenue Vol. II (2000). Une mésentente avec Wilco lors du mixage des albums pousse Bragg à recruter son propre groupe, The Blokes, pour promouvoir le disque. Parmi eux se trouve l'une des influences de Bragg : le claviériste Ian McLagan, ancien membre des Faces. Sa collaboration avec les Blokes débouche sur l'album England, Half English (2002).
Billy Bragg vit actuellement avec sa femme et son fils dans le petit village de Burton Bradstock, dans le Dorset. Il est toujours attaché à ses racines londoniennes et soutient l'équipe de foot de West Ham United.

## Activité politique
Billy Bragg est proche des mouvements populaires d'extrême-gauche, ce qui se reflète dans bon nombre de ses textes. Il a également enregistré des reprises de plusieurs hymnes socialistes, tels que L'Internationale ou The Red Flag (en). Cependant, il ne se considère pas nécessairement lui-même comme un chanteur engagé. Dans une interview de 2008, il affirme : « Ça ne me gêne pas d'être considéré comme un chanteur engagé. Ce qui m'ennuie, c'est d'être déconsidéré en tant que chanteur engagé. »
En 1984, Bragg soutient la grève des mineurs contre la politique du gouvernement de Margaret Thatcher. L'année suivante, il fonde, avec Paul Weller et Jimmy Somerville, le mouvement Red Wedge (en), destiné à informer les jeunes électeurs sur le programme du parti travailliste et à les dissuader de voter pour le parti conservateur aux élections générales de 1987. Pendant la campagne électorale, il soutient Neil Kinnock et le parti travailliste. Après la nouvelle victoire de Margaret Thatcher et de son gouvernement conservateur, Bragg rejoint le mouvement Charter88 (en), qui milite pour une réforme totale du système politique britannique.
Bragg se rend à plusieurs reprises en Union soviétique dans les années 1980, à l'époque où le président Gorbatchev commence à favoriser la Perestroïka et la Glasnost. Il est suivi par une équipe de MTV lors d'un de ces voyages, et un autre est filmé par Hannu Puttonen qui en tire le documentaire Mr Bragg Goes to Moscow (1988). Durant cette période, il défend également sa musique aux États-Unis. À Dallas, au Texas, il est souvent interviewé et diffusé par George Gimarc lors de son émission radiophonique Rock and Roll Alternative, initialement diffusée par KZEW.
L'identité nationale anglaise est un thème qui intéresse Bragg, comme en témoigne son album England, Half English (2002) et son livre The Progressive Patriot (2006). Il y développe l'idée que le patriotisme anglais peut être reconquis par les socialistes sur l'extrême-droite. Adversaire déclaré du fascisme, du racisme, de la bigoterie, du sexisme et de l'homophobie dans toutes leurs manifestations, Bragg défend une société cosmopolite et s'oppose, parfois avec bruit, au Parti national britannique. Il soutient également l'indépendance de l'Écosse et du pays de Galles.

## Discographie

### Albums studio
- 1983 : Life's a Riot with Spy Vs Spy
- 1984 : Brewing Up with Billy Bragg
- 1986 : Talking with the Taxman about Poetry
- 1988 : Workers Playtime
- 1990 : The Internationale
- 1991 : Don't Try This at Home
- 1996 : William Bloke
- 2008 : Mr Love and Justice
- 2013 : Tooth and Nail
- 2021 : The Million Things That Never Happened

### Albums collaboratifs
avec Wilco
- 1998 : Mermaid Avenue
- 2000 : Mermaid Avenue Vol. II
- 2012 : Mermaid Avenue: The Complete Sessions

avec The Blokes
- 2002 : England, Half English

avec Joe Henry
- 2016 : Shine a Light: Field Recordings from the Great American Railroad

### Compilations
- 2003 : Must I Paint You A Picture?: The Essential Billy Bragg
- 2006 : Volume I (Coffret 6CD+1DVD)
- 2006 : Volume II (Coffret 8CD+1DVD)
- 2023 : The Roaring Forty 1983-2023 (Coffret 14CD)